# إلديفونسو سانجينيس
إلديفونسو سانجينيس رادا ولد في12 يونيو 1812وتوفي 2 ديسمبر 1882 كان ضابطًا عسكريًا بوليفيًا شغل منصب وزير الحرب مرتين خلال رئاسات أغوستين موراليس وتوماس فرياس وأدولفو باليفيان خدم سانجينيس خلال حرب الكونفدرالية والحرب البيروفية البوليفية 1841-1842وقاتل ببسالة خلال معركة إنجافي .